# 피터 페이버

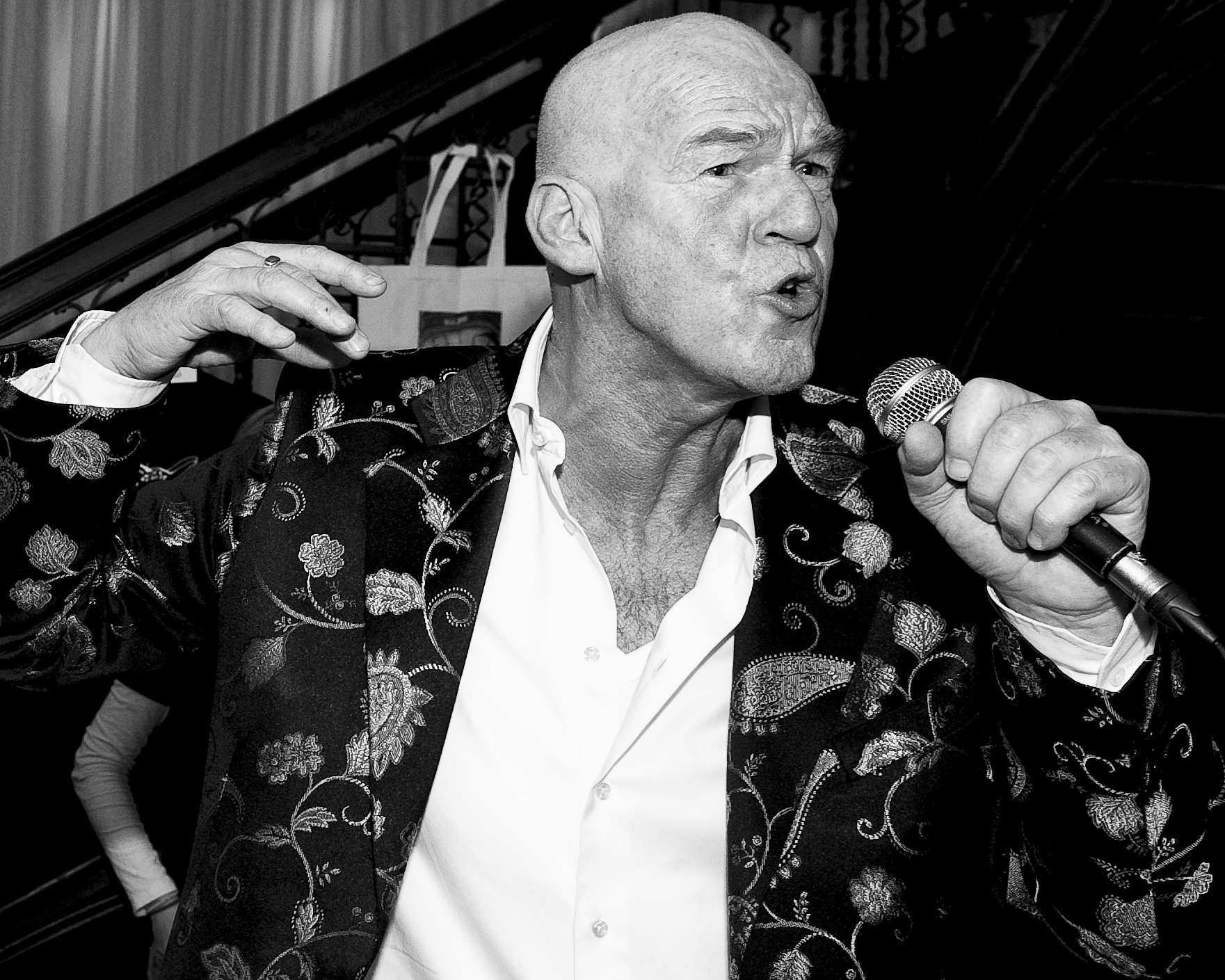

피터 페이버(Peter Faber, 1943년 10월 9일 ~ )는 네덜란드 왕국의 배우, 텔레비전 배우, 영화배우이다.

## 영화
- 쉐 누 (2013년)
- 독터 빌멘 (1977년)
- 서바이벌 런 (1977년)
- 머나먼 다리 (1977년)
- 캐티 티펠 (1975년)
- 댓 조이어스 이브 (1960년)